# فدوى سليمان
فدوى سليمان (17 مايو 1970 - 17 أغسطس 2017 م)، ممثلة ومؤدية صوت سورية، وكاتبة وشاعرة، ومعارضة سياسية لنظام حزب البعث في سورية، والرئيس السابق بشار الأسد.

## سيرتها

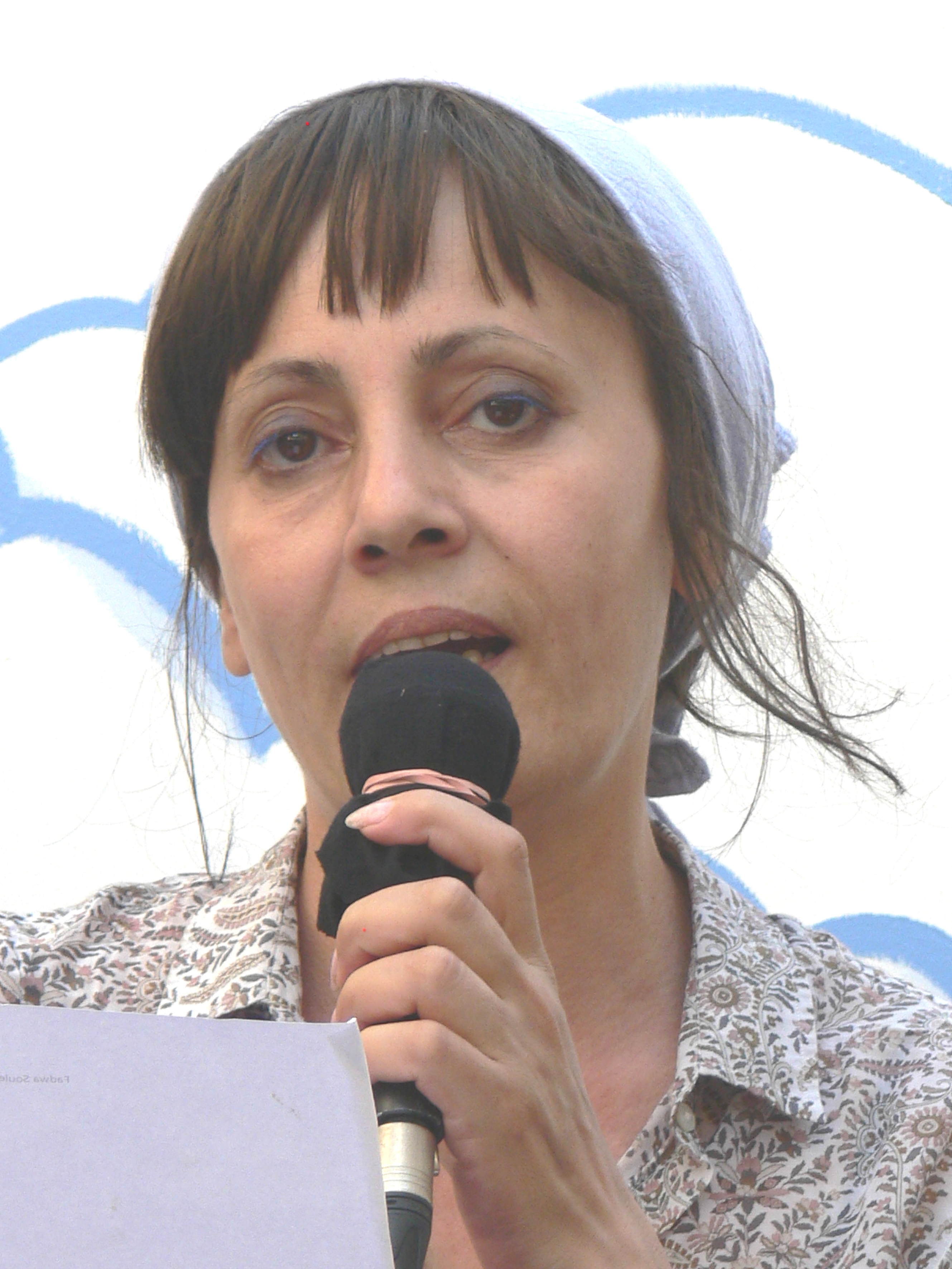
فدوى سليمان، في أواخر يوليو 2017، قبل رحيلها بأقل من شهر.

ولدت في حلب عام 1970، تخرَّجت في المعهد العالي للفنون المسرحية بدمشق، وعملت دورة إخراج مسرحي في فرنسا. وشاركت في العديد من الأعمال التمثيلية والصوتية.
كتبت نصاً مسرحياً بعنوان «العبور» ترجمته رانيا سمارة إلى الفرنسية وطبع في دار «لانسمان» 2012. وكتبت ديوان شعر بعنوان «كلما بلغ القمر» نشرته دار الغاوون بالعربية 2013 وترجمه إلى الفرنسية الشاعر والمسرحي اللبناني «نبيل الأظن» ونشرته دار سوبراي الفرنسية 2014. شاركت في العديد من المهرجانات الدولية والعالمية المسرحية كمهرجان أفنيون ومهرجان ليموج في فرنسا بمسرحية العبور- وبمهرجان ربيع الشعراء عام 2013 في باريس.
في الدبلجة، انضمت فدوى سليمان إلى فريق مركز الزهرة في التسعينيات، وتُعَد منذ انضمامها أحدَ أشهر المُدبلجين في المركز إضافة إلى فاطمة سعد، ومروان فرحات، ومأمون الرفاعي، وآنجي اليوسف وغيرهم. وحجزت مكانة لها في ذاكرة الطفولة للأجيال العربية بأدائها لأصوات أشهر الشخصيات، منها سمر من أبطال الديجيتال، وأبيض من بيدا بول، وحسان من أنا وأخي وغيرهم.

## موقفها من الثورة السورية
برزت فدوى سليمان في بداية الانتفاضة السورية في عام 2011 كواحدة من الممثلات الصريحات القليلات اللواتي عارضن حكومة الرئيس بشار الأسد علناً. وعلى الرغم من مخاطر السجن أو الموت، انضمت إلى الاحتجاجات لتحدي التصور العام بأن المجتمع العلوي بأكمله - الذي يشكل حوالي 10٪ من سكان سوريا - يدعم الأسد، الذي ينتمي أيضًا إلى الطائفة العلوية. كما سعت إلى مواجهة رواية الحكومة بأن المحتجين إرهابيون مسلحون. شاركت في المظاهرات التي دعت إلى إسقاط الأسد، وغالبًا ما ظهرت إلى جانب شخصيات بارزة مثل نجم كرة القدم عبد الباسط الساروت، الذي كان أيضًا من مؤيدي الانتفاضة.
اشتهرت على نطاق واسع بمقاطع الفيديو العاطفية التي حثت فيها السوريين على مواصلة الاحتجاجات السلمية حتى الإطاحة بالأسد. وأشار بيتر هارلينج، محلل الشؤون السورية في مجموعة الأزمات الدولية، إلى دورها المهم في تخفيف التوترات الطائفية، وخاصة في حمص، قائلاً: "العنف الطائفي في حمص سيكون أسوأ لولا فدوى سليمان. لقد حاولت الحد من قدرة النظام على استغلال الولاء العلوي".
ذكرت فدوى سليمان في مقابلة لها مع قناة العربية  في 18-11-2011 م ردا على سؤال يشير إلى طائفية أحداث سوريا وأنها تنتمي إلى الطائفة العلوية، قالت إنها لا تنتمي إلى أي طائفة وإنها تنتمي فقط إلى الشعب السوري وإلى سوريا وإن السوريون لا ينتمون لأي طائفة وإن الشعب السوري ليس طائفيا بل أن النظام هو الطائفي وإن الديكتاتورية لا دين لها ولا طائفة. وشددت سليمان على أن الشعب السوري هو وريث المدنية والحضارة، وأن ثورته ستنجح رغم تآمر الساسة عليه.
وفي رسالة فيديو في عام 2011، كشفت سليمان أن قوات الأمن كانت تمشط أحياء حمص بحثًا عنها، بل وضربت المدنيين لاستخلاص معلومات عن مكان وجودها. وللتهرب من القبض عليها، قصت شعرها لتخفي نفسها، وانتقلت كثيرًا من منزل إلى آخر. وبحلول عام 2012، فرت من سوريا عبر الأردن واستقرت في نهاية المطاف في باريس، فرنسا.

## أعمالها

### في المسرح
- سفر برلك
- بدون تعليق
- احتمالات
- العنزة العنوزية
- بيت الدمى
- ميديا
- صوت ماريا [10][11]

### في الإذاعة
- شخصيات روائية
- مجلة التراث
- بانوراما القرن
- هن في عيون الأدب
- حزورة رمضان
- الفاكهة تقول

### في السينما
- نسيم الروح

### في التلفزيون
- الشقيقات
- يوميات أبوعنتر
- آخر أوراق العيد
- هوى بحري
- طيبون جداً
- الطويبي
- الحصاد
- صرخة في ليل طويل
- أنشودة المطر
- نساء صغيرات
- الليل
- رمح النار
- أمل

### في الدوبلاج
الرسوم المتحركة
| الشخصية      | المسلسل                   | ملاحظات              |
| ------------ | ------------------------- | -------------------- |
| سمر          | أبطال الديجيتال           | الجزء الأول والثاني  |
| أبيض         | بيدا بول                  | الجزء الأول والثاني  |
| لخبوط        | لخبوط                     |                      |
| الوطواط      | أبطال الديجيتال           | الجزء الأول          |
| هاني         | أبطال الديجيتال           | الجزء الثاني         |
| حسان         | أنا وأخي                  |                      |
| سابق         | سابق ولاحق                |                      |
| نغم          | غيمة                      |                      |
| ماهر         | دروبي مع دو ري مي         |                      |
| جيني         | بوكيمون                   |                      |
| تومي         | بوكيمون                   |                      |
| عامر         | أبطال الكرة               | الجزء الأول          |
| كاسبر        | كاسبر في مدرسة الرعب      |                      |
| ايناري       | ناروتو                    | الجزء الأول          |
| جواد         | أدغال الديجيتال           |                      |
| بانشي        | الطاقة الزرقاء            |                      |
| صبري         | الطاقة الزرقاء            |                      |
| آسترو        | الفتى آسترو               |                      |
| هناء         | جنى                       |                      |
| سوار         | سندباد بحار من بلاد العرب |                      |
| غنى          | الصياد الجريء             |                      |
| سام          | بابار                     |                      |
| يوكي         | المحقق كونان              | الجزء الثاني والثالث |
| رينبو فيش    | رينبو فيش                 |                      |
| والدة تيدي   | إيميلي                    |                      |
| وليم الصغير  | الطاقة الزرقاء            |                      |
| فلة          | دروبي مع دو ري مي         |                      |
| لورا         | المحقق كونان              | الجزء الثاني         |
| كات          | كاسبر                     |                      |
| ماري         | الحديقة السرية            |                      |
| القط الأسود  | القط الأسود               | أكملت الدور          |
| ياماتو       | باتل بيدا مان             |                      |
| جانيت        | سندريلا                   |                      |
| علاء         | ألف سؤال                  |                      |
| جيري         | أبناء توم وجيري           |                      |
| سونيك        | سونيك إكس                 |                      |
| شادو         | سونيك إكس                 |                      |
| القنفذ سونيك | Sonic SatAM               |                      |

## وفاتها
توفيت فدوى سليمان صباح 17 أغسطس 2017م في أحد مستشفيات العاصمة الفرنسية باريس، عن عمر ناهز 47 عامًا. وكانت قد نقلت إلى أحد مشافي باريس قبل ذلك بأيام بعد تدهور حالتها الصحية، لكنها فارقت الحياة بعد معاناة طويلة مع مرض السرطان.

## وصلات خارجية
- فدوى سليمان على موقع قاعدة بيانات الأفلام العربية